# Wybory parlamentarne w Mongolii w 2004 roku
Wybory parlamentarne w Mongolii w 2004 roku – czwarte wolne wybory do Wielkiego Churału Państwowego. Odbyły się 27 czerwca 2004. Do urn wyborczych udało się 1 088 683 (81,82%) osób uprawnionych do głosowania. Wybory zakończyły się zwycięstwem rządzącej Mongolskiej Partii Ludowo-Rewolucyjnej, która jednak straciła 35 mandatów w stosunku do poprzednich wyborów.
| Partia                              | % głosów | Mandaty | +/- |
| ----------------------------------- | -------- | ------- | --- |
| Mongolska Partia Ludowo-Rewolucyjna | 48,23%   | 37      | -35 |
| Ojczyzna - Koalicja Demokratyczna   | 44,27%   | 34      | +34 |
| Niezależni                          | 3,41%    | 3       | 0   |
| Partia Republikanów                 | 1,38%    | 1       | +1  |
| Suma                                |          | 76      |     |

Wybrano 71 mężczyzn i 5 kobiet.